# Pierre Mainfray
Pierre Mainfray, né à Rouen en 1580 et mort en 1630, est un poète dramatique français.

## Biographie
Sa vie n'est pas connue, et les rares éléments biographiques proviennent des œuvres publiées. Il est sans doute originaire de la ville de Rouen, à qui il dédicace en 1618 sa tragédie Cyrus triomphant dans un poème liminaire.
Quatre tragédies et une comédie ont été publiées sous son nom ; seulement deux d'entre elles, Hercule et Cyrus, furent représentées. Une tragédie La Belle Hester, imprimée vers 1612-1613 et signée « Iapien Marfrière » lui est attribuée (« Iapien Marfrière » serait l'anagramme de Pierre Mainfray).

## Œuvres

### Théâtre
- La Belle Hester, tragédie française tirée de la Sainte Bible, Rouen, Abraham Cousturier, sans date (1612-1613 ?) ; tragédie inspirée de l'histoire d'Esther dans le Livre d'Esther de la Bible.
- Les Forces incomparables et Amours du grand Hercules, où l'on voit artistement dépeints sa générosité, son trépas et son immortalité malgré l'envie de Junon, sa marâtre, Troyes, Nicolas Oudot, 1616[3] ; une seconde édition à Troyes chez Yve Girardon, sans date ; c'est une adaptation de l'Hercule sur l'Œta de Sénèque[2].
- Cyrus triomphant, ou la Fureur d'Astiages roy de Mède, Rouen, David du Petit-Val, 1618 ; tragédie en 5 actes, avec des chœurs[4].
- La Rhodienne, ou la Cruauté de Soliman, tragédie où l'on voit naïvement décrites les infortunes amoureuses d'Éraste et de Perside, Rouen, David du Petit-Val, 1621[5]. C'est l'adaptation théâtrale d'une des histoires du roman de Jacques Yver, Le Printemps publié en 1572[6] ; à travers « les infortunes amoureuses » de Perside, originaire de Rhodes et esclave de Soliman à Constantinople, et de son amant Eraste devenu pacha, est évoqué le règne de Soliman le Magnifique, avec le siège de Rhodes, la carrière et la chute  du grand vizir Ibrahim, c'est-à-dire Eraste.
- La Chasse royale, où l'on voit le contentement et l'exercice de la chasse des cerfs, des sangliers et des ours ; ensemble la subtilité dont usa une chasseresse vers un satyre qui la poursuivait d'amour, comédie en 4 actes, Troyes, Nicolas Oudot, 1625.

### Poésie
- Regrets funèbres sur le trépas de messire Charles Maignard, conseiller du Roy et président en sa cour de Parlement de Normandie, 1621
- Épistre consolatoire à Mme la présidente, veuve de feu M. de Bernière, avec l'ordre tenu et observé aux funérailles de feu messire Charles Maignard, Rouen,  Abraham Velquin, 1621.
- La Triomphante Vie, et Martyre, de Mgr S. Pierre, prince des apôtres et Mgr S. Paul, docteur des Gentils, avec l'histoire de la translation de l'oratoire de Notre Dame de Lorette et plusieurs chansons spirituelles traitant du voyage de Rome et autres à la louange S. Pierre, S. Paul et Notre Dame de Lorette, avec la guide du chemin de Rome et Notre Dame de Lorette, le plus court et le plus usité, s. d.
- Les Fleurs des muses françaises consacrées à Mgr l'illustrissime et révérendissime archevêque de Rouen, Rouen, P. Le Locu, sans date.